# HD 30442
HD 30442 är en ensam stjärna i den mellersta delen av stjärnbilden Giraffen. Den har en skenbar magnitud av ca 5,41 och är svagt synlig för blotta ögat där ljusföroreningar ej förekommer. Baserat på parallaxmätning inom Hipparcosuppdraget på ca 6,5 mas, beräknas den befinna sig på ett avstånd på ca 500ljusår (ca 153 parsek) från solen. Den rör sig närmare solen med en heliocentrisk radialhastighet på ca -37 km/s.

## Egenskaper
HD 30442 är en röd jättestjärna av spektralklass M3 IIIab, som befinner sig på den asymptotiska jättegrenen. Den har ca 696 gånger solens utstrålning av energi från dess fotosfär vid en effektiv temperatur av ca 3 700 K.